# Kampaň proti čtyřem škůdcům

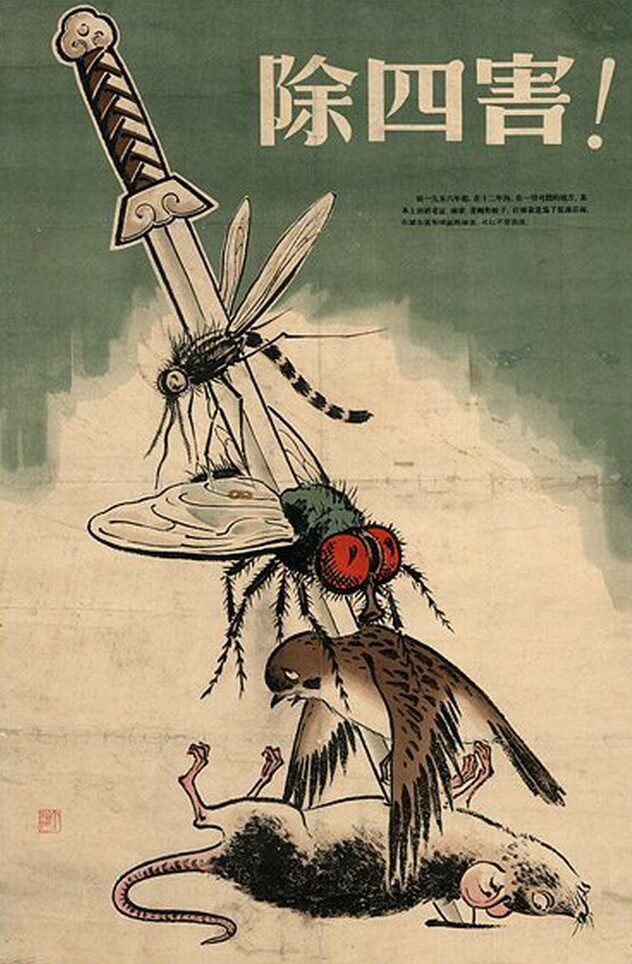
Čínský propagandistický plakát z roku 1958

Kampaň proti čtyřem škůdcům či Kampaň proti čtyřem metlám (čínsky: 除四害运动) nebo také Kampaň dostaň vrabce (čínsky: 打麻雀运动) se řadí mezi jednu z úvodních akcí v rámci Velkého skoku vpřed. Proběhla v Čínské lidové republice v letech 1958 až 1962. Jejím cílem bylo vyhubit čtyři živočišné škůdce, za něž byli označeni komáři, mouchy, krysy a vrabci. Nejviditelnějšího výsledku dosáhla kampaň na vrabcích, kteří během dvou let z území Číny téměř vymizeli. Výsledkem této exterminace bylo přemnožení hmyzu a výrazné snížení výnosů obilí, což spolu s dalšími akcemi v rámci skoku vpřed způsobilo vypuknutí hladomoru.

## Kampaň
Kampaň proti čtyřem škůdcům začala v roce 1958 z iniciativy Mao Ce-tunga a užšího vedení komunistické strany Číny, kteří chtěli udělat z Číny čistou zemi bez epidemií. Proto rozhodli, že musí dojít k likvidaci tzv. čtyř metel: komárů, much, krys (potkanů) a vrabců. První tři byli na seznam zařazeni kvůli šíření nakažlivých chorob jako tyfus, malárie a mor. Vrabci, zvláště pak vrabci polní, byli vybráni, neboť se předpokládalo, že jejich hlavní potravou jsou obilná zrnka, jichž prý každoročně zkonzumují 4,5 kg, tudíž údajně připravovali čínský lid o tisíce tun úrody ročně. Za účelem zabíjení zmíněných živočichů došlo k mobilizaci masy obyvatel, měl se zapojit každý občan starší pěti let. Vláda zahájila obrovskou propagandistickou kampaň provázenou mnoha slogany a plakáty. Nechala zhotovit velké množství plácaček na mouchy. Byly pořádány soutěže mezi školami, úřady a jinými pracovišti, kdo zabije víc škůdců. Zabití komáři a mouchy byli váženi, mrtvým krysám byly uřezávány a počítány ocásky. Zvláště ochotně, ba přímo nadšeně se do akce zapojili školáci, kteří velkou část vyučování trávili honem na škůdce. Nejviditelněji se kampaň projevila v boji proti vrabcům (a s nimi i jiným ptákům). Lidé se vyzbrojili vzduchovkami, praky, hrnci, pánvemi, klacky a jinými primitivními nástroji a pomůckami a pronásledovali vrabce, kdekoliv to bylo možné. Buď je zabíjeli přímo, likvidovali jim hnízda a rozšlapávali vajíčka, nebo dělali rámus a znemožňovali na hluk citlivým ptákům přistávat. Akce byly koordinovány a probíhaly tak, aby vrabci nemohli odlétnout na klidnější místo. Unavení ptáci pak padali z nebe buď mrtví nebo naprosto vysílení a nebyl problém je na zemi dobít.

## Výsledek
Během necelých dvou let byla populace čínských vrabců téměř zlikvidována. Odhaduje se, že jich Číňané zabili možná až 1 miliardu. Krys bylo zabito okolo 1,5 miliardy, mrtvých much naváženo cirka 100 000 tun, komárů přes 10 000 tun. Kampaň měla i zajímavé diplomatické konsekvence. Část vrabců našla útočiště na pozemcích některých zahraničních vyslanectví. Na polskou ambasádu poslali Číňané žádost o vstup za účelem likvidace místních vrabců. Zaměstnanci odmítli. „Antivrabčí“ komando vybavené bubny a hrnci pak ambasádu obklíčilo. Následovaly dva dny nepřetržitého lomozu a rachotu, jejichž výsledkem bylo vyhubení této lokální vrabčí populace. Poláci museli mrtvé ptáky sbírat lopatami.

## Důsledky
V dubnu 1960 už bylo jasné, že se kampaň proti vrabcům otočila proti svým vykonavatelům. Nikdo před začátkem akce podrobně nezkoumal a neřešil potravní návyky vrabců. V roce 1959 provedli biologové z čínské akademie věd pitvu několika vrabců a konečně se „zjistilo“, že jejich hlavní potravou byl hmyz, nikoliv obilná semínka. Protože však už nežili vrabci a mnozí další ptáci, došlo k nekontrolovanému rozmnožení mnoha druhů hmyzu, především sarančat a housenek. Úroda místo aby vzrostla, výrazně poklesla. Kampaň tak nechtěně přispěla k rozvíjejícímu se hladomoru, způsobenému dalšími nepromyšlenými, živelnými a absurdními akcemi v zemědělství zavedenými v rámci skoku vpřed. Mao nakonec nařídil vyřadit vrabce ze seznamu a místo nich na něj zapsat štěnice. Úřady se pokusily situaci zvrátit a vrabci byli dokonce dováženi ze SSSR. Bylo však již pozdě. Čínská populace těchto ptáků byla prakticky vyhlazena, ekologická rovnováha na mnoho let narušena a mnoho lidí za to zaplatilo životem. Přesný počet mrtvých lidí v důsledku kampaně proti čtyřem škůdcům není znám, odhady však hovoří o nejméně 20 milionech.

## Následné kampaně
V červnu 1998 došlo v provinčním velkoměstě Čchung-čchingu k pokusu navázat na starší kampaň. Ve městě se objevily plakáty vybízející k likvidaci čtyř škůdců. Vrabci byli v tomto případě nahrazeni nikoliv štěnicemi, ale šváby. Podobná akce proběhla ve stejném roce v Pekingu. Kampaň nicméně vyvolala jen malé nadšení, a to i z toho důvodu, že většina lidí už ony škůdce dávno zabíjela z vlastní vůle.